# Tamme staadion
Tamme staadion – wielofunkcyjny stadion znajdujący się w mieście Tartu, w Estonii. Na tym stadionie swoje mecze drużyna piłkarska Tammeka Tartu. 
Stadion może pomieścić 1 600 widzów.